# Klaus im Schrank oder Das verkehrte Weihnachtsfest

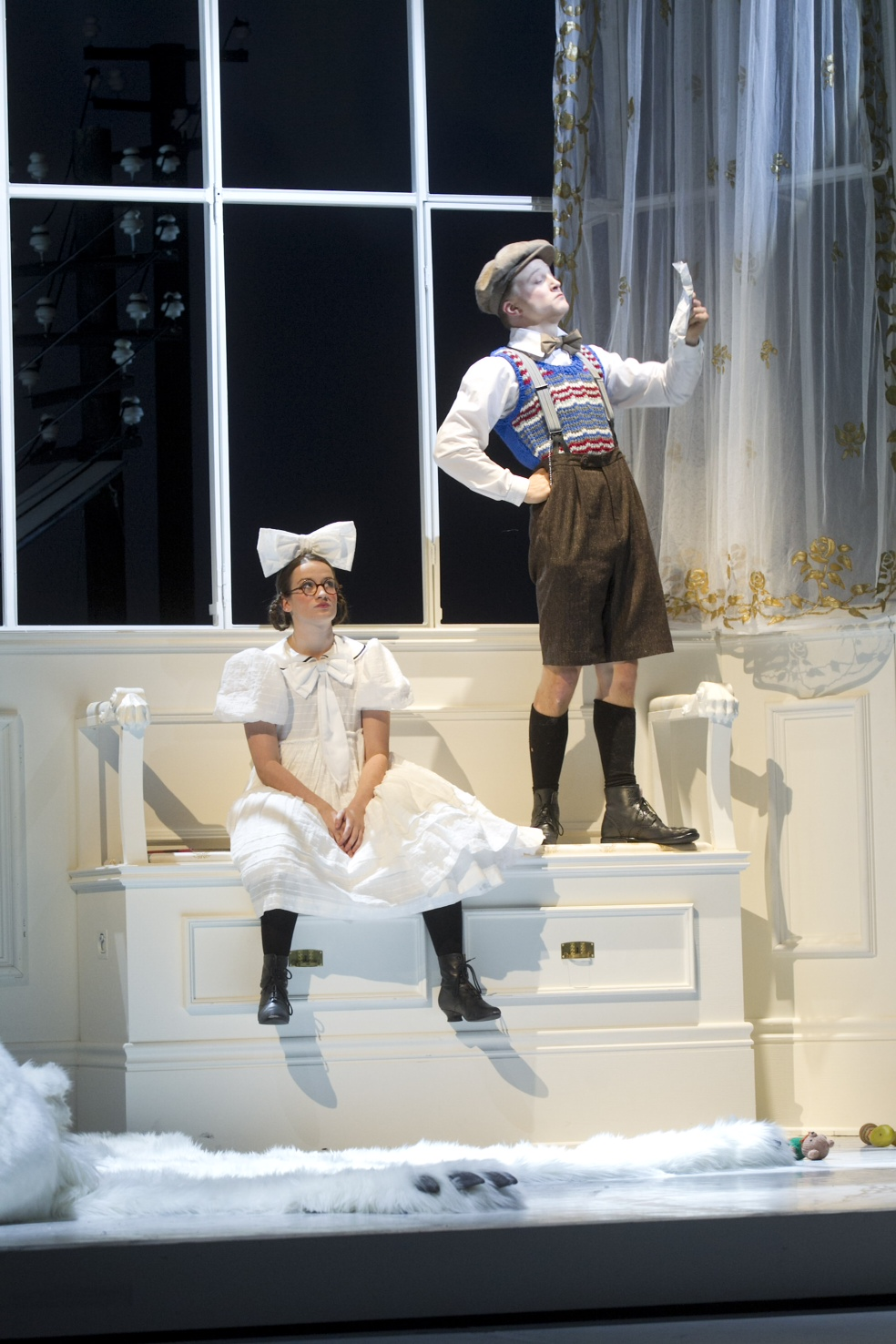
Foto von der Probe für die erste Inszenierung in Dresden (Nina Gummich, Jonas Friedrich Leonhardi)

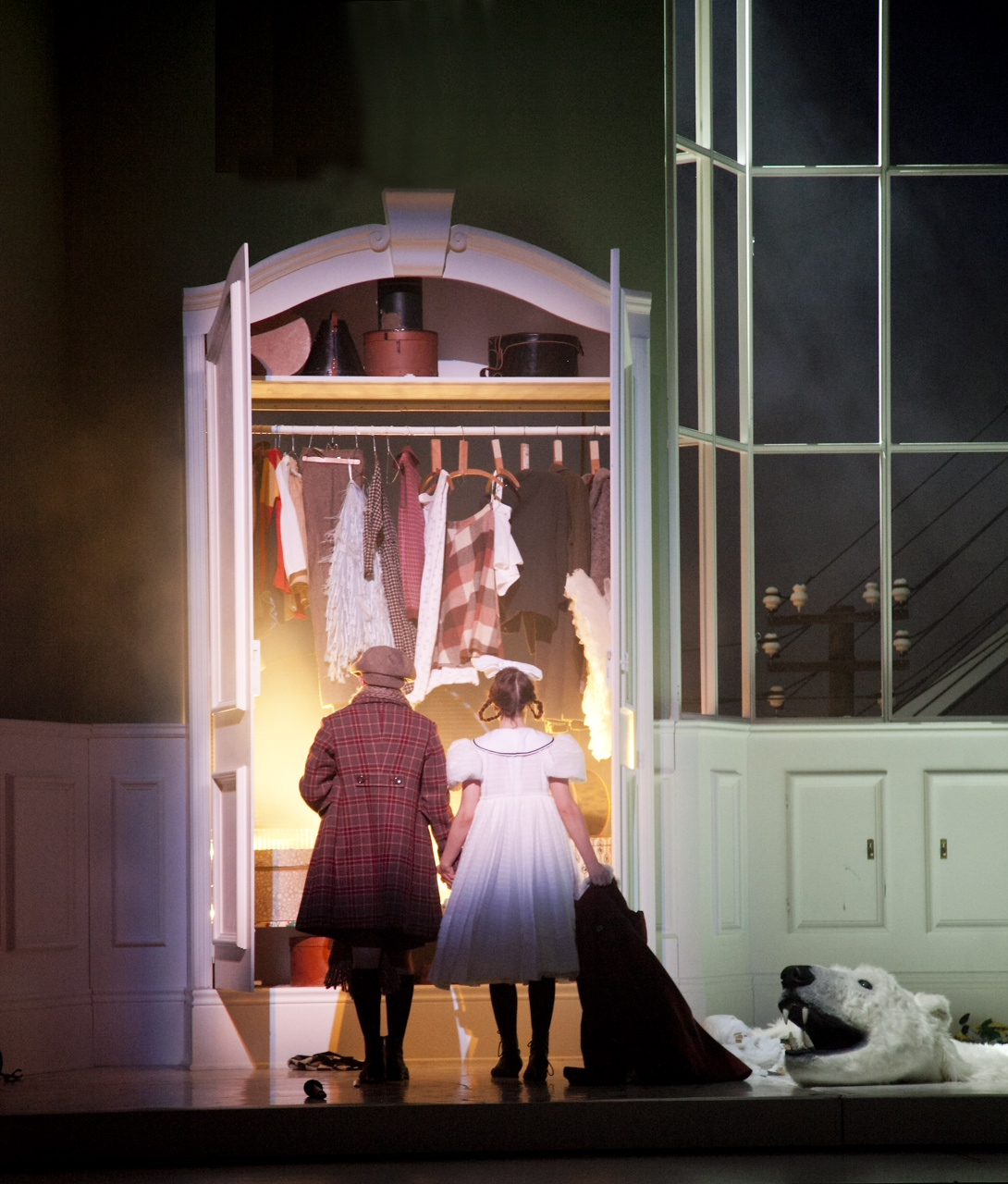
Foto von der Probe für die erste Inszenierung in Dresden (Nina Gummich, Jonas Friedrich Leonhardi)

Klaus im Schrank oder Das verkehrte Weihnachtsfest ist eine Komödie, die Erich Kästner 1927 vollendete. Die Uraufführung erfolgte erst 2013 am Staatsschauspiel Dresden. 2024 erschien das Stück im Atrium Verlag erstmals in Buchform.

## Struktur

### Die Titel der sieben Bilder
- 1. Bild: Klaus wird frech
- 2. Bild: Ein Hund frisst Schokolade
- 3. Bild: Vater wird elektrisiert
- 4. Bild: Keiner bringt die Bauchwelle
- 5. Bild: Jackie Coogan als Staatsanwalt
- 6. Bild: Wenn Eltern mit Puppen spielen
- 7. Bild: Kläre hat Kopfschmerzen, aber alles wird gut.

### Die Orte der Handlung
- 1. und 7. Bild: Kinderzimmer in gutem Hause
- 2. Bild: Eine unbelebte Großstadtstraße
- 3., 4., 5. und 6. Bild: Ein (kindlichen Vorstellungen entsprechendes) Filmatelier

## Handlung

### Zusammenfassung
Kläre (etwa 11 Jahre alt) und ihr Bruder Klaus (wenig älter als sie) werden von ihren Eltern, einem Bankdirektor und seiner lebenslustigen Frau, vernachlässigt, denn diese sind hauptsächlich mit sich selbst beschäftigt, oder damit, sich zu streiten. Spiel und Zärtlichkeit, Aufmerksamkeit und Dialog kommen zwischen diesen Eltern und ihren Kindern nicht mehr zustande. Doch dann tut sich im Inneren des Familienschranks plötzlich eine andere Welt auf, in der der Komiker Jackie Coogan, Kinderstar in Charlie Chaplins The Kid, die Regie führt und die Rollen vertauscht: Fortan müssen die Erwachsenen wieder zur Schule gehen und die Kinder das Geld verdienen oder die Zigarren rauchen. Das führt zu diversen grotesken Verdrehungen und einer allgemeinen Überforderung, denn die Kindheit ist nicht nur „aus prima Kuchenteig gebacken“ (Erich Kästner), aber auch das Leben der Erwachsenen kann sehr kompliziert sein. Nachdem die Kinder zum Ende des Stücks wieder aus dem Schrank kommen, müssen die Eltern gemäß dem Spruch des „Kindergerichts“ einander lieben und zusammenbleiben.

### 1. Bild: Klaus wird frech
Klaus und Kläre spielen in ihrem Kinderzimmer, wobei Klaus außerhalb des Fensterrahmens für seine angestrebte Karriere als Action-Schauspieler übt. Dieser ordnet er auch seine schulischen Anstrengungen unter. Als Strafe dafür wünscht er sich geradezu Prügel, denn „dann merkt man doch wenigstens, daß man Eltern hat“. Als die ausgehfertigen Eltern das Kinderzimmer betreten, bekommt Klaus auch tatsächlich noch eine Ohrfeige von seiner Mutter – für Respektlosigkeit gegenüber ihrem Theaterbegleiter Herrn Bongardt.
Um in den nächsten Tagen zumindest etwas Zeit mit ihrer Mutter zu verbringen wünschen sich die Kinder, dass sie mit ihnen zum Frisör geht. Hr. Altenberg kommt, um den Vater abzuholen und zeigt dabei als Einziger Interesse an den Kindern. Die Eltern gehen daraufhin, wie gewöhnlich, getrennt aus. Während die Kinder noch darüber nachdenken wie es wäre, wenn sie den Eltern mal Befehle geben könnten, ändert sich das Licht im Zimmer. Im Radio hören die Kinder plötzlich den „Gabelsberger Sender“, der sie anweist, in den Schrank zu gehen. Darauf folgt eine Wegbeschreibung, wie sie danach weiterzugehen haben („Fasanenstraße 117, erster Stock, drittes Fenster von rechts“). Kläre hat Angst, beide betreten aber den Schrank.

### 2. Bild: Ein Hund frisst Schokolade
Im Schrank laufen Klaus und Kläre ängstlich vor einem großen Hund davon und kommen zu dem benannten Haus. Das beschriebene Fenster ist aber dunkel. Um Aufmerksamkeit zu erregen, wirft Klaus das Fenster mit einem Ball ein. Daraufhin gehen alle Lichter des Hauses an, auch die Haustür öffnet sich. Die Kinder werden von zwei Portiers höflichst begrüßt. In den Fenstern des Hauses sind die Eltern und Altenberg zu erkennen. Diese wissen nicht, wie sie dorthin gekommen sind. Es erscheint Jackie Coogan, der den Kindern eröffnet, dass sie in einem Film mitspielen werden. Zusammen gehen sie in das Haus.

### 3. Bild: Vater wird elektrisiert
Im Atelier finden Proben für den Film statt. Anwesend sind die Kinder, Jackie Coogan, Charlie Chaplin und Altenberg. Dieser tut sich mit dem Falten eines Papierhutes genauso schwer wie mit einem Peitschenkreisel. Dafür weiß er, wann die Schlacht von Zama war, was ihm laut Chaplin und gemäß eigener Erkenntnis nichts nutzt. Er will aber gern die Kinderspiele lernen, da dies ihm Spaß macht. Der Vater ist nicht bereit mitzuspielen. Bereits das Anziehen eines kurzen Samthöschens, einer Hemdbluse mit weißem Etonkragen und einer bunten Schleife verweigert er. Dafür wird er von Chaplin auf eine Schaukel gestoßen, die nach oben gezogen wird. Erst nachdem die Schaukel unter Strom gesetzt wurde, ist der Vater bereit, zu schaukeln. Auch die Mutter soll eine kindliche Übung durchführen, sie soll einen Reifen treiben, was sie mit Freude, aber wenig Geschick tut. Die Kinder sollen währenddessen weniger lachen und mehr die Aufgaben der Erwachsenen übernehmen.
Ziel des geplanten Filmes mit dem Titel „Die Schule der Erwachsenen“ ist laut Jackie zu zeigen, dass „es besser wäre, man[che] Eltern würden von ihren Kindern erzogen.“ Auf den Einwand des Vaters, dass er im Büro vermisst würde, entgegnet Jackie: „niemand ist unentbehrlich. Außer als Vater oder Mutter.“

### 4. Bild: Keiner bringt die Bauchwelle
In einer Turnhalle beginnen die Dreharbeiten für den Film. Die Eltern und Altenberg führen zusammen mit anderen Erwachsenen als Statisten erfolglos Turnübungen durch. Sowohl Übungen mit Keulen als auch die Bauchwelle am Reck überfordern die Erwachsenen. Sie verhalten sich dabei kindisch, lärmen herum und verpetzen sich gegenseitig. Die Kinder holen die Eltern schließlich geschäftig vom Unterricht ab. Dabei wünschen sich Klaus und Kläre von ihren Eltern ein weiteres Geschwisterchen, worauf beide Eltern keine Lust haben. Sie wollen lieber allein ins Männerheim beziehungsweise Mädcheninternat gehen. Jackie erklärt, dass dies nur über das „Kindergericht“ möglich wäre, in dem sich die Eltern dem Urteil der Kinder unterwerfen müssen.

### 5. Bild: Jackie Coogan als Staatsanwalt
Charlie filmt weiter das Geschehen, das jetzt in einem Klassenzimmer stattfindet. Die Eltern streiten sich vor dem Unterricht, fallen dabei in ihre alten Rollen als Bankdirektor und Hausfrau zurück. Sie wollen weiterhin voneinander geschieden werden, Klaus und Kläre darüber mit ihnen reden. Es beginnt die angekündigte Gerichtsverhandlung. Richter sind Klaus und Kläre, Jackie Coogan spielt den Staatsanwalt. Die Eltern sind angeklagt, sich nicht mehr lieb zu haben. In ihren Aussagen finden es beide Eltern falsch, wenn der jeweils andere die Kinder verlässt. Altenberg zögert mit einem Urteil – würde aber anstelle der Eltern niemals seine Kinder verlassen. Als Gründe für ihre Trennung fallen den Eltern nur Kleinigkeiten ein, zum Beispiel dem Vater: „Wenn ich zuhause bin, singt sie stundenlang.“ und der Mutter: „Wenn ich singe, läuft er fort!“.
Die Eltern fordern und erhalten drei Tage Bedenkzeit. Diese verkürzt Jackie aber durch einen Anruf bei der meteorologischen Station auf wenige Augenblicke. Nach Abschluss der Bedenkzeit ist es bereits einen Tag vor Heiligabend. Die Eltern haben sich entschieden, es noch einmal miteinander zu versuchen.
Die Kinder gehen Geschenke besorgen, während die Eltern sich so lange verliebt küssen, dass Charlie Angst um sein knappes Filmmaterial bekommt.

### 6. Bild: Wenn Eltern mit Puppen spielen
Zum Weihnachtsfest schenken Klaus und Kläre ihren Eltern zahlreiche Dinge, die sich die Kinder selbst wünschen. Dafür bekommen sie von den Eltern die gleichen Geschenke, die sie ihnen im Jahr zuvor beschert haben: Zigarren und Briefpapier. Den Kindern gefällt das Weihnachtsfest besser als in den Vorjahren, da die Eltern danach nicht gleich allein in die Skiferien nach Oberhof fahren. Vater und Mutter sehen ein, dass dieses Verhalten nicht richtig war.
Zuerst spielen die Kinder zaghaft mit den Geschenken, die sie eigentlich ihren Eltern gemacht haben. Auch der Vater raucht die Zigarren, die er Klaus geschenkt hat. Langsam wird es wieder ein „normales“ Weihnachtsfest. Die Eltern erinnern sich an frühere Weihnachtsabende, die ebenso friedlich waren. Später hätten er und seine Frau nicht bemerkt, dass die Kinder mit ihnen unzufrieden waren. Die Eltern haben sich wieder lieb und beginnen ein neues Leben. Klaus nimmt sich vor, in der Schule fleißiger zu werden, da er ab sofort nicht mehr faul sein muss, nur um bestraft zu werden und damit Aufmerksamkeit bei seinen Eltern zu erlangen.
Altenberg kommt zu Besuch und bemerkt sofort die positive Veränderung. Die Frage, warum er selbst weder Frau noch Kinder hat, wird nicht geklärt. Jackie tritt hinzu und ist unzufrieden damit, dass das Happy End nicht in sein Drehbuch passt. Um dem abzuhelfen, will er sogar die „Kinderpolizei“ rufen. Charlie erscheint auf der Bühne und lässt Jackie in der Versenkung verschwinden. Daraufhin besprüht er alle mit einer Sprühflasche, woraufhin er verschwindet und alle anderen einschlafen.

### 7. Bild: Kläre hat Kopfschmerzen, aber alles wird gut.
Das siebente Bild spielt wieder im Zimmer aus Bild eins. Die Mutter kommt aus dem Theater zurück, findet die Kinder nicht in ihren Betten und ruft die Polizei. Auch der Vater kommt heim. Beide machen sich selbst Vorwürfe, dass sie am Verschwinden schuld sind, da sie sich zu wenig um ihre Kinder gekümmert haben. Sie rufen Altenberg an, der in der Stadt nach den Kindern suchen will. Währenddessen suchen die Eltern erfolglos die ganze Wohnung ab.
Schließlich hören sie aus dem Schrank ein Poltern. Der Vater reißt den Schrank auf und findet die beiden Kinder. Diese wundern sich, warum die Eltern vor ihnen zurück sind. Vater und Mutter erklären, im Theater beziehungsweise in der Philharmonie gewesen zu sein. Sie gehen aber auf die Geschichte von Klaus und Kläre ein und versprechen, die beiden nicht mehr allein lassen zu wollen.
Altenberg ruft an und bekommt die frohe Nachricht mitgeteilt, dass die Kinder wieder da sind, und wird zum Abendessen eingeladen, da die Eltern ja nicht mehr ausgehen wollen. Die Eltern bringen die Geschwister zu Bett und bekennen ihnen noch einmal ihre Liebe.

## Entstehung und Wiederauffindung
Das Theaterstück Klaus im Schrank ist das erste längere Werk von Kästner. Zuvor hatte er erst einige Artikel und Essays in Zeitungen veröffentlicht. Das erste Mal berichtete Kästner von seinem Projekt eines Weihnachtsmärchens am 16. Oktober 1926 seiner Mutter, im Entwurf fertig war das Stück Anfang Juli 1927. Sein „eigentliches Theaterdebut“ sieht Kästner erst 30 Jahre später im 1957 uraufgeführten Stück Die Schule der Diktatoren.
Nach der Vollendung der Komödie Klaus im Schrank hatte Kästner das Werk mindestens vier verschiedenen Verlagen angeboten, die das Stück aber alle ablehnten. So schrieb der Bühnenvertrieb Oesterheld, dass das Stück zwar „originell und heiter“ sei, aber „doch ein bißchen zu modern für ein Weihnachtsstück und gegen Schluß auch monoton“. In den Jahrzehnten darauf galt das Stück als verschollen, bis es in den 1980er-Jahren im Nachlass von Kästners Sekretärin Elfriede Mechnig wieder auftauchte. Das Manuskript lagerte zu diesem Zeitpunkt im Archiv der Berliner Akademie der Künste, fand dort aber keine öffentliche Beachtung. Nach einer Erwähnung des Theaterstücks in einer 1981 von Luiselotte Enderle herausgegebenen Edition der Muttchen-Briefe wird das Werk 1988 in der Kästner-Personalbibliographie von Uta Lämmerzahl-Bensel genannt.
In der vorhandenen Fassung hat das Manuskript 66 Seiten zuzüglich vier Seiten für Titel, Inhaltsangabe, Aufzählung der Personen, Bildertitel und Handlungsorte. Auf Seite eins ist vermerkt „Eingereicht von Dr. Erich Kästner, Berlin – W 50, Prager Straße 17 bei Ratkowski“ (heute Berlin-Wilmersdorf).
Am 3. November 2013 erfuhr das Stück, 86 Jahre nach seiner Entstehung, seine Uraufführung am Staatsschauspiel Dresden. Regie und Textfassung stammten dabei von Susanne Lietzow. Das Geschwisterpaar spielten Jonas Friedrich Leonhardi und Nina Gummich. Dabei wurde das Stück zeitgemäß angepasst. So landet der Vater nicht mehr auf der elektrisch geladenen Schaukel. Es mussten auch Textfragmente einer fehlenden Seite (aus Bild 1) ergänzt werden, außerdem wurde die Erzählgeschwindigkeit etwas erhöht.
Bereits 1931 diente das Stück als Vorlage für das von Kästner, Emeric Pressburger und Max Ophüls verfasste Drehbuch für den Kurzfilm Dann schon lieber Lebertran, bei dem unter der Regie von Ophüls Alfred Braun, Max Gülstorff, Käthe Haack und ihre Tochter Hannelore Schroth spielten.

## Thema
Klaus im Schrank zeigt bereits das zentrale Thema von Kästners Büchern: Sich die eigene kindliche Seele zu bewahren und sich von den Zumutungen der Welt nicht verbiegen zu lassen. Dabei treibt Kästner den Gedanken hier besonders weit, überhöht ihn komödiantisch bis ins Groteske. Auch die Rührseligkeit und das onkelhafte Pathos aus Kästner-Stücken wie Emil und die Detektive oder Der 35. Mai tauchen hier bereits auf. Nie kommt die Kritik an der schnöden, fantasielosen „Erwachsenenwelt“ zu kurz.

## Rezeption
Noch in der Kästner-Werkpublikation Der Karneval des Kaufmanns: Gesammelte Texte aus der Leipziger Zeit 1923–1927 von Klaus Schuhmann aus dem Jahr 2004 findet Klaus im Schrank keinen Platz, es sprächen „wie offensichtlich bereits zu Kästners Lebzeiten vor allem Qualitätsfragen“ gegen eine Veröffentlichung.
Dem gegenüber weist Helga Karrenbrock in einem Aufsatz 1999 auf die Bedeutung von Klaus im Schrank für Kästners gesamtes kinderliterarisches Werk und dessen Karriere als Kinderbuchautor hin. Im gleichen Jahr wertet Gundel Mattenklott das Werk als „ein frühes Dokument von Kästners Engagement für die Kinder“. Stefan Neuhaus sieht 2000 in Klaus im Schrank als Parallelen zu den Märchen E. T. A. Hoffmanns sowohl „die Betonung der Phantasie im Stück“, als auch „das Motiv des Schranks, durch das  die Kinder in die Märchenwelt gehen“. Er ergänzt, dass durch „die Gestaltung der Märchenwelt als skurrile Filmwelt, in der Kinder und Komiker das Sagen haben […], das Adjektiv im Untertitel »Ein modernes Weihnachtsmärchen«“ gerechtfertigt ist.

## Textausgaben
- Der Stücktext erschien 2014 im Verlag für Kindertheater.[14]
- Erich Kästner: Klaus im Schrank. Das verkehrte Weihnachtsfest. Atrium Verlag, Zürich 2024, ISBN 978-3-85535-189-3 (Das Theaterstück wurde bereits 1927 fertiggestellt, aber erst 2013 uraufgeführt und ist 2024 erstmalig als Buchausgabe erhältlich).[15]